# Volkswagen Amarok
O Amarok é um veículo da categoria picape de tamanho médio de cabine dupla e 4 portas, já anunciado pela marca, uma futura cabine simples (2 portas), produzida pela Volkswagen. O nome do modelo foi inspirado no ser sobrenatural da mitologia inuit: um lobo gigante chamado Amarok.
Seu design é bem robusto com acabamentos inspirados na restante gama de veículos recentes da Volkswagen e tem um dos maiores espaços internos da categoria.
Apresentada em dezembro de 2002 a jornalistas do mundo inteiro e em fevereiro de 2005 ao público, começou a ser vendida em solo brasileiro em abril de 2010, país aonde virão 60% das Amarok fabricadas. Os outros 30% serão divididos entre a Espanha, seu país de origem, e outros países do mundo.
No ano de 2016 foi a 17ª picape mais vendida no mundo, alcançando a marca de 67.685 unidades vendidas.
Em 2015 a Amarok acabou se envolvendo num escândalo relativo a fraudes no sistema de emissão de poluentes, que através de um artifício implantado no sistema eletrônico, ela alterava o funcionamento de alguns componentes do motor durantes os testes de emissões para que fosse aprovada nestes testes. O escândalo provocou danos à sua imagem, elevadas indenizações e perda de mercado, que fez com que o modelo deixasse de ser fabricado na Alemanha em função da repercussão do escândalo no mercado europeu., apesar da VW negar ser este o motivo. 
Mas, o fato é que a Amarok deverá ter a sua vida encurtada, e a VW havia adiantado que ela se tornaria um modelo derivado da Ford Ranger, talvez em 2022. Mas, as últimas informações em 2020 sugerem que essa parceria pode não acontecer, já que a VW não teria ficado satisfeita com algumas características do modelo do fabricante americano. Segundo algumas informações, ela poderia ser uma variação da Mitsubishi L200, que por sua vez seria montada sobre o conjunto da Nissan Frontier, como já acontece com a Renault Alaskan e foi com a extinta Classe X da Mercedes-Benz.

## História
Em 2005, a Volkswagen anunciou o desejo de criar uma picape robusta baseada no estilo off-road. Depois de cerca de cinco anos, a Amarok foi apresentada e começou a ser produzida na fábrica da marca em General Pacheco, na Argentina. A Amarok apresentou-se como veículo de apoio da equipe Volkswagen no Rali Dakar de 2010, que teve cerca de 45 participantes.

## Ficha Técnica
|                      | Amarok Highline Automática                                                                     | Amarok S Cabine Simples Manual                                                                 |
| -------------------- | ---------------------------------------------------------------------------------------------- | ---------------------------------------------------------------------------------------------- |
| Desempenho           | 0 a 100 km/h: 8,0s – Velocidade Máxima: 179 km/h                                               | 0 a 100 km/h: 13,1s – Velocidade Máxima: 167 km/h                                              |
| Motor                | 2.0 TDI Bi Turbo Diesel 180cv - 4.000 rpm (42,8 kgfm - 1.750 rpm)                              | 2.0 TDI Turbo Diesel 140cv – 3.500 rpm (34,7 kgfm - 1.600 rpm)                                 |
| Transmissão          | Automática de 8 velocidades                                                                    | Manual de 6 velocidades                                                                        |
| Tração               | 4x4 Permanente                                                                                 | 4x2 Traseira Permanente ou 4x4 selecionável com reduzida                                       |
| Dimensões da Caçamba | 1555mm de comprimento, 1620mm de largura, 508mm de altura, 2,52M² e 1280 litros.               | 2205mm de comprimento, 1620mm de largura, 508mm de altura, 3,57M² e 1814 litros.               |
| Pesos                | Carga Máxima: 1.026kg / Capacidade de reboque: 2.860kg / Capacidade máxima de tração: 5.950kg. | Carga Máxima: 1.124kg / Capacidade de reboque: 2.510kg / Capacidade máxima de tração: 5.550kg. |

## Segurança
O Amarok remodelado em sua configuração latino-americana mais básica recebeu 3 estrelas do Latin NCAP em 2024 (semelhante ao Euro NCAP 2014).